# تفسیر شک به نفع متهم
تفسیر شک به نفع متهم (به لاتین: in dubio pro reo) یعنی وقتی دربارهٔ ارتکاب جرم از جانب متهم شک وجود دارد، دادگاه نباید او را مجازات کند.
این قاعده با اصل برائت سازگار است.
در حقوق اسلامی، قاعده درء مشابه اصل «تفسیر شک به نفع متهم» است.